# Juno (navă spațială)
Juno este o  navă spațială NASA, parte a programului Noi Frontiere, care orbitează planeta Jupiter. A fost lansată de la Cape Canaveral Air Force Station la 5 august 2011 și a sosit pe orbita lui Jupiter la 5 iulie 2016 pentru a studia compoziția planetei, câmpul magnetic, câmpul gravitațional și magnetosfera polară. Misiunea are un buget de 1,1 miliarde de dolari americani. Nava reprezintă a doua misiune a programului Noi Frontiere.

## Lansare
Juno a fost lansată de o rachetă Atlas V la 5 august 2011. La doi ani de la lansare, Juno a efectuat un survol al Pământului la altitudine joasă ceea ce, datorită gravitației asistate, i-a dat un plus de viteză necesară pentru a ajunge la Jupiter. Faza științifică a misiunii a început odată cu intrarea pe orbita planetei Jupiter, la 5 iulie 2016. Juno trebuie să realizeze observațiile sale de pe o orbită polară foarte eliptică, cu o perioadă de 14  de zile. Sonda trece la foarte mică altitudine deasupra polului planetei pentru a evita în mare măsură centura de radiații intense care pot provoca daune instrumentelor, deși sonda spațială este puternic blindată. Misiunea ar trebui să dureze cel puțin un an timp în care Juno va survola de 36 de ori planeta.

## Misiune științifică
Structura giganticei planete de gaz și formarea sa erau în momentul lansării misiunii în mare parte necunoscute în ciuda mai multor misiuni spațiale și a observațiilor astronomice făcute de pe Pământ de-a lungul timpului.  Sonda Juno ar trebui să aducă lumină în mai multe mistere legate de planeta Jupiter: de ce s-a îmbogățit Jupiter cu elemente grele, iar  Soarele nu; câtă apă conține planeta, care este structura nucleului lui Jupiter, care este profunzimea centurilor atmosferice; cum se rotesc straturile mai profunde ale atmosferei; care este originea câmpului magnetic; care este originea aurorelor de pe Jupiter. Cu datele colectate timp de 20 de luni pe orbita lui Jupiter,  cercetătorii speră să se reconstituie modul în care s-a format Jupiter, lucru care ar duce la corectarea sau rafinarea scenariului de formare a planetei și a sistemului solar în care Jupiter a jucat un rol major datorită masei sale.

## Sfârșitul misiunii
Misiunea se va finaliza în februarie 2018 când Juno va intra în straturile foarte dense ale atmosferei lui Jupiter unde va fi strivită de uriașa presiune atmosferică, totul pentru a nu se contamina sateliții lui Jupiter care conțin apă și pe care ar putea exista viață microbiană, mai ales Europa.

## Alimentare cu energie
Juno este prima navă care o planetă exterioară către utilizează panouri solare în loc de generatoare termoelectrice cu radioizotopi. Panourile pot genera 14 kilowați pe Pământ, dar pe Jupiter randamentul este de cca 500 de wați (datorită depărtării Soarelui).  

## Instrumente științifice
Juno are nouă instrumente științifice, inclusiv două spectrometre, un radiometru, un magnetometru și un set de instrumente dedicat studiului polilor lui Jupiter:
| Imagine | Nume instrument                               | Abr.  | Descriere și obiective științifice |
| ------- | --------------------------------------------- | ----- | --- |
|         | Microwave radiometer                          | MWR   | (Principal investigator: Angioletta Coradini, Italian National Institute for Astrophysics)                                                                          |
|         | Magnetometer                                  | MAG   | (Principal investigator: Jack Connerney, NASA's Goddard Space Flight Center)                                                                                        |
|         | Gravity Science                               | GS    | (Principal investigator: John AndersonJet Propulsion Laboratory. Principal investigator (Juno's Ka-band Translator KaT): Luciano Iess, Sapienza University of Rome) |
|         | Jovian Auroral Distributions Experiment       | JADE  | (Principal investigator: David McComas, Southwest Research Institute)                                                                                               |
|         | Jovian Energetic Particle Detector Instrument | JEDI  | (Principal investigator: Barry Mauk, Applied Physics Laboratory) |
|         | Radio and Plasma Wave Sensor                  | Waves | (Principal investigator: William Kurth, University of Iowa) |
|         | Ultraviolet Imaging Spectrograph              | UVS   | (Principal investigator: G. Randall Gladstone, Southwest Research Institute)                                                                                        |
|         | JunoCam                                       | JCM   | (Principal investigator: Michael C. Malin, Malin Space Science Systems)                                                                                             |